# Giovanni Scognamillo
Giovanni Scognamillo (Istanbul, 25 aprile 1929 – Istanbul, 8 ottobre 2016) è stato un giornalista, scrittore e attore turco, con passaporto italiano. Fu anche traduttore, critico cinematografico, ricercatore storico-letterario, storico del cinema, docente universitario e autore di articoli e opere in turco, in inglese e in italiano.

## Biografia
Giovanni Scognamillo è nato a Istanbul da una famiglia di Italo-levantini. Suo nonno era un emigrante napoletano che, dopo aver svolto svariati mestieri (cuoco, manovale etc.), sposò una napoletana di Costantinopoli; sua madre era un'italo-greca di Tinos, di antica origine genovese. Scognamillo ha frequentato le scuole italiane e si è diplomato al liceo classico italiano di Istanbul.
L'attività di suo padre Leone, che era il direttore dell'importante sala cinematografica Elhamra Sineması di Beyoğlu, consentì a Scognamillo di avvicinarsi giovanissimo al cinema; subito dopo il liceo, infatti, cominciò a scrivere recensioni cinematografiche su varie riviste italiane del settore (1948) e poi anche sulla stampa straniera (francese, americana e norvegese), svolgendo contemporaneamente altri lavori come libraio, arredatore, socio di un'azienda di distribuzione cinematografica, impiegato di banca, ecc.
Nel 1961 ha iniziato la sua carriera giornalistica sulla stampa turca, come redattore del giornale di sinistra Akşam, alternando la professione di critico cinematografico con quella di attore e direttore estero di un'agenzia di produzione cinematografica.
Dal 1987, nonostante una paralisi che lo ha costretto alla pensione, ha proseguito la sua attività di attore, scrittore e critico letterario-cinematografico.
Scognamillo è l'autore di numerosi volumi in lingua turca sulla storia del cinema, e di diversi saggi sull'occultismo e il fantastico; ha scritto anche una storia del cinema turco in lingua inglese, ma soltanto due opere in lingua materna, che sono state pubblicate in Italia, nel 1998, dalla casa editrice "Il Torchio": "I Misteri di Istanbul" e "Dracula, Mito Perenne". Ha tradotto in turco numerose opere della letteratura inglese, tra le quali il Frankenstein di Mary Shelley.
Nel 2005 il Presidente della Repubblica Carlo Azeglio Ciampi lo ha nominato Cavaliere dell'Ordine della Stella della Solidarietà Italiana ed è stato docente di Storia del cinema turco all'Università Bahçeşehir di Istanbul.

## Opere

### Opere in lingua turca
- Türk Sinemasında 6 Yönetmen, Türk Film Arşivi Yayını, 1973
- Dünyamızın Gizli Sahipleri, Koza Yayınları, 1973
- Geleceğinizin Anahtarları, Koza Yayınları, 1975
- Başlangıcından Bugüne Fotoğraflarla Türk Sineması, Kalyon Matbaacılık A.Ş. IDGSA Sinema Televizyon Enstitüsü Yayını, 1979 (con Duygu Şekeroğlu)
- Türk Sinema Tarihi Birinci Cilt, 2 voll., Metis Yayınları, 1987
- A chronological history of the Turkish cinema. 1914-1988, Ministry of Culture and Tourism, Presidency of Film Office, General Directorate of the Fine Arts, 1988 (con Agâh Özgüç)
- Bir Levantenin Beyoğlu Anıları, Bilge Karınca Yayınları, 1990
- Cadde-i Kebir'de Sinema, Metis Yayınları, 1991
- Beyoğlu'nda Fuhuş, Altın Kitaplar Yayınevi, 1994
- Dehşetin Kapıları (Korku Edebiyatına Giriş), Mitos Yayınları, 1994
- Yeşilçam'dan Önce, Yeşilçam'dan Sonra, Leya Yayıncılık, 1996
- Aşk ve Evlilik Falı, Seçme Kitaplar, 1996
- Dünya Sinema Sanayii,  Timaş, 1997
- Fantastik Türk Sineması, Kabalcı Yayınevi, 1999
- Doğu ve Batı Kaynaklarına Göre Cinler. Arif Arslan'la birlikte, Karizma Yayınları, 2000
- Beyoğlu Kâbusları ve Diğer Öyküler, Okuyan Us Yayın, 2001
- Ziyaretçiler, Okuyan Us Yayın, 2002
- Erotik Türk Sineması, Kabalcı Yayınevi, 2002 (con Metin Demirhan)
- Medeniyetler Çatışmasında Batı'nın İnanç Temelleri, Karakutu Yayınları, 2002
- Türker İnanoğlu, Doğan Kitap, 2004
- Türk Sinemasında Şener Şen, Kabalcı Yayınevi, 2005
- Batı Sinemasında Türkiye ve Türkler, +1 Kitap, 2006
- Mumya'nın Mezarı, Bilge Karınca Yayınları, 2006
- İstanbul Gizemleri: Sırlar, Ziyaretçiler, Büyüler, Doğaüstü Olaylar, Bilge Karınca Yayınları, 2006
- Cadde-i Kebir'de Sinema, Agora Kitaplığı, 2008

### Opere in lingua italiana
- I Misteri di Istanbul, Il Torchio, 1998
- Dracula, Mito Perenne, Il Torchio, 1998

## Filmografia
- 1965 - Sevmek Seni[5]
- 1967 - Söyleyin Genç Kızlara[6]
- 1967 - Silahları Ellerinde Öldüler[7]
- 1981 - Lo Scoiattolo (Regia di Guido Zurli) Coproduzione Italo-turca[8]
- 1995 - Bay E[9]
- 1995 - Karanlık Sular (The Serpent's Tale)[10]
- 1996 - İstanbul Kanatlarımın Altında[11]
- 1997 - Kuşatma Altında Aşk[12]
- 2001 - Mondo Macabro: Episode 6 - Turkish Pop Cinema[13]
- 2010 - The Colours of Cultural Diversity[14]